# Michael Koch
Pour les articles homonymes, voir Koch.
Michael Koch, né le 13 janvier 1966 à Lich, en Allemagne de l'Ouest, est un joueur et entraîneur allemand de basket-ball. Il évolue au poste de meneur.

## Palmarès
- Champion d'Europe 1993
- Vainqueur de l'Euroligue 1999-2000
- Champion d'Allemagne 1989 (Bayreuth), 1992, 1993, 1994, 1995, 1996 (Leverkusen)
- Vainqueur de la coupe d'Allemagne 1988, 1989 (Bayreuth), 1993, 1995 (Leverkusen)
- Champion de Grèce 1998, 1999, 2000, 2001 (Panathinaïkos)